# Dendrobium archipelagense
Dendrobium archipelagense là một loài thực vật có hoa trong họ Lan. Loài này được Howcroft & W.N.Takeuchi mô tả khoa học đầu tiên năm 2002.